# Ödön Tömösváry

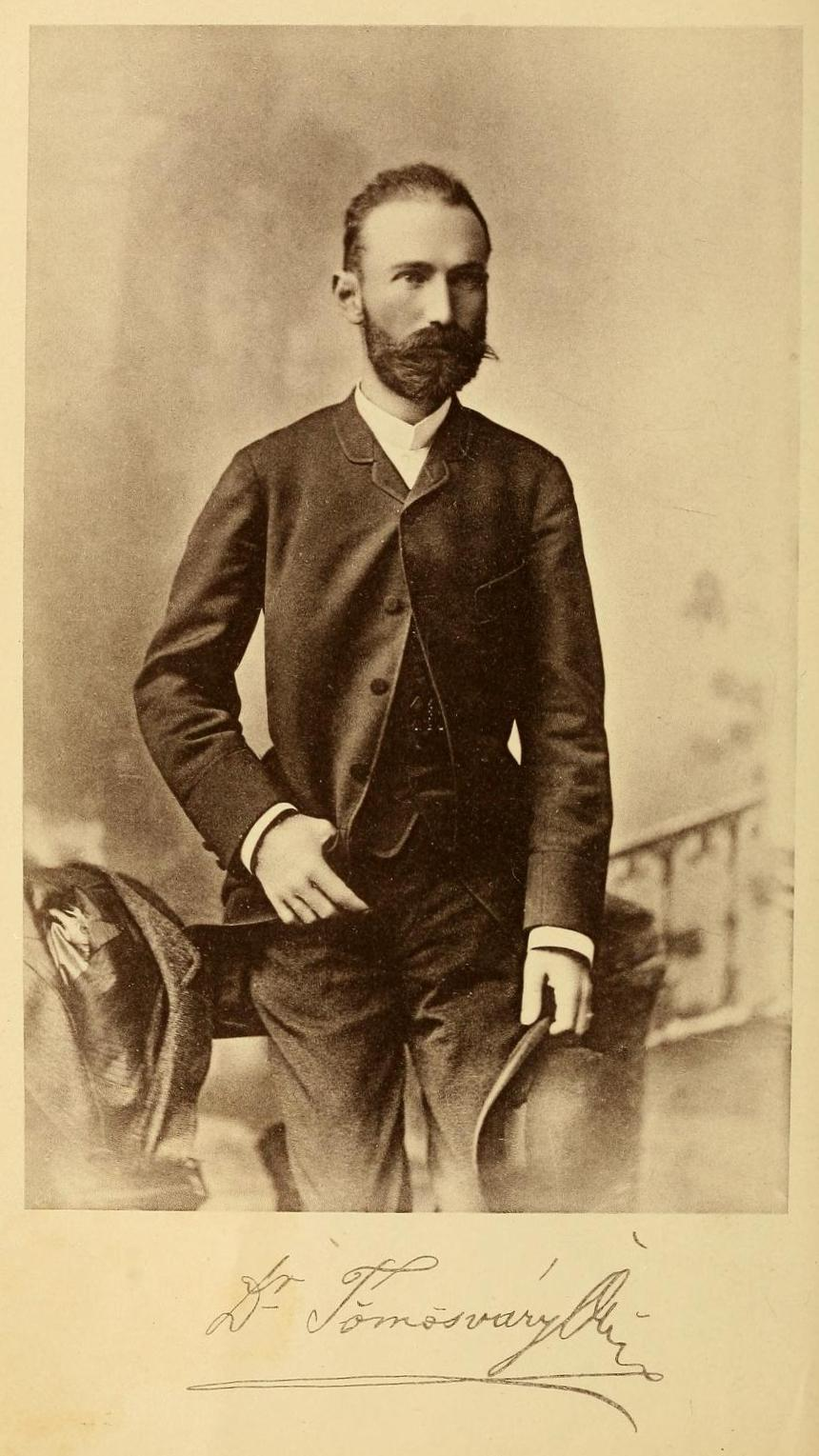
Ödön Tömösvary

Ödön Tömösváry (auch Edmund Tömösváry, * 12. Oktober 1852 in Magyaró; † 15. August 1884 in Déva) war ein ungarischer Zoologe und Entomologe. Er war Experte für Hundertfüßer und Tausendfüßer.

## Leben
Tömösváry stammte aus einer armen Familie, wurde aber (wie andere junge ungarische Wissenschaftler auch) durch den Zoologen Ottó Herman (1835–1914, Kurator am Nationalmuseum und Parlamentsabgeordneter) gefördert. Er ging in Kolozsvár zur Schule und besuchte die Universitäten in Selmecbánya und Budapest. 1881 wurde er über die Anatomie der Atmungsorgane des Spinnenläufers promoviert. Trotz der Protektion von Herman konnte er nicht Kurator am Nationalmuseum werden, sondern unterrichtete zunächst als Lehrer in Budapest. Da er dort wenig verdiente, nahm er das Angebot von Herman an, sich um die Reblaus-Plage in Ungarn zu kümmern. Außerdem wurde er in die untere Donau-Region geschickt, um sich mit der zu den Kriebelmücken gehörenden „Kolumbatscher“ oder „Golubatzer Mücke“ auseinanderzusetzen, die dort eine ernste Plage für Tiere und Menschen ist. Dabei erkrankte er an Tuberkulose. Er war zuletzt Lehrer in Kassa und verlobte sich noch kurz vor seinem Tod.
Er erstbeschrieb 32 Arten von Myriapoden und zwei neue Gattungen. Er veröffentlichte 57 wissenschaftliche Arbeiten, außer über Myriapoden auch über Insekten, Spinnen und in Herpetologie.
1883 entdeckte er ein nach ihm benanntes Sinnesorgan (Tömösvárysches Organ) in Hundert- und Tausendfüßern, das sich auch bei einigen primitiven Insekten findet und dessen Funktion auch heute noch unklar ist (wahrscheinlich aber chemische oder olfaktorische Funktion hat).

## Schriften
- Eigentümliche Sinnesorgane der Myriopoden, Mathematische und Naturwissenschaftliche Berichte aus Ungarn. 1, 1883, S. 324–326.